# Ґабріелла Вайлд
Ґабріелла Занна Ванесса Анструтер-Гаф-Калторпе (англ. Gabriella Zanna Vanessa Anstruther-Gough-Calthorpe; нар. 8 квітня 1989, Басінгсток, Гемпшир, Англія, Велика Британія) — англійська акторка
та модель, більш відома під псевдонімами Ґабріелла Вайлд та Ґабріелла Калторпе.

## Біографія
Ґабріелла Уайлд народилася в Басінгстоку в Гемпширі, Англія. Її батьком є бізнесмен Джон Остен Анструтер-Гаф-Калторпе, внук баронета Фіцроя Анструтер-Гаф-Калторпе. Її мати — Ванесса Марі Треза Габбард, колишня дружина сера Дая Ллевелліна, 4-го баронета. Ванесса була моделлю та працювала із Девідом Бейлі та Джоном Своннеллом. Вайлд є нащадком Монтаг'ю Берті, 6-го графа Ебінгтона та генерала Томаса Гейджа через діда по материнській лінії. Батьками її бабусі по материнській лінії були пери Бернард Фіцалан-Говард, 3-й барон Говард Глоссопа та Мона Фіцалан-Говард, 11-а баронесса Бомон. У Вайлд є молодша сестра, Октавія, а також однокровні брат і дві сестри: Джорджіана, Ізабелла та Якобі від первошо шлюбу її батька з леді Мері-Джай Керзон, та дві сестри двійнята Олівія та Арабелла від першого шлюбу її матері. Ізабелла та Олівія також акторки.
Вайлд навчалась в школі «Хітфілд» в Аскоті і в школі «Санкт-Світун» у Вінчестері до того як виїхала, щоби продовжити модельну кар'єру. Вона займалася контрабандою горілки в «Гітфілді», в результаті чого була переведена в «Санкт-Світун».

### Особисте життя
Ґабріелла Вайлд зустрічається із музикантом Аланом Пауноллом з 2009. В серпні 2013 стало відомо, що пара заручена і очікує свого первістка.. 3 лютого 2014 року Ґабріелла народила сина, якого назвали Саша Блю Паунолл. 14 вересня 2014 року в Італії відбулось весілля Ґабріелли та Алана.

## Фільмографія
| Рік  | Українська назва                              | Оригінальна назва                            | Роль               | Примітки                    |
| ---- | --------------------------------------------- | -------------------------------------------- | ------------------ | --------------------------- |
| 2009 | Однокласниці 2: Легенда про золотого Фріттона | St Trinian's 2: The Legend of Fritton's Gold | Сеффі              |                             |
| 2010 | Доктор Хто                                    | Doctor Who                                   | дівчина-вампір     | епізод «Вампіри Венеції»    |
| 2011 | Мушкетери                                     | The Three Musketeers                         | Констанція Бонасьє |                             |
| 2012 | Темний кінь                                   | Dark Horse                                   | Вінтер-Лі Кардіган | пілотний випуск телесеріалу |
| 2012 | Маестро                                       | Il Maestro                                   | віолончелістка     | короткометражка             |
| 2013 | Керрі                                         | Carrie                                       | Сью Снелл          |                             |
| 2014 | Люблю. Назавжди                               | Endless Love                                 | Джейд Баттерфілд   |                             |
| 2014 | Поселенці                                     | Squatters                                    | Келлі              |                             |